# Roland Busch

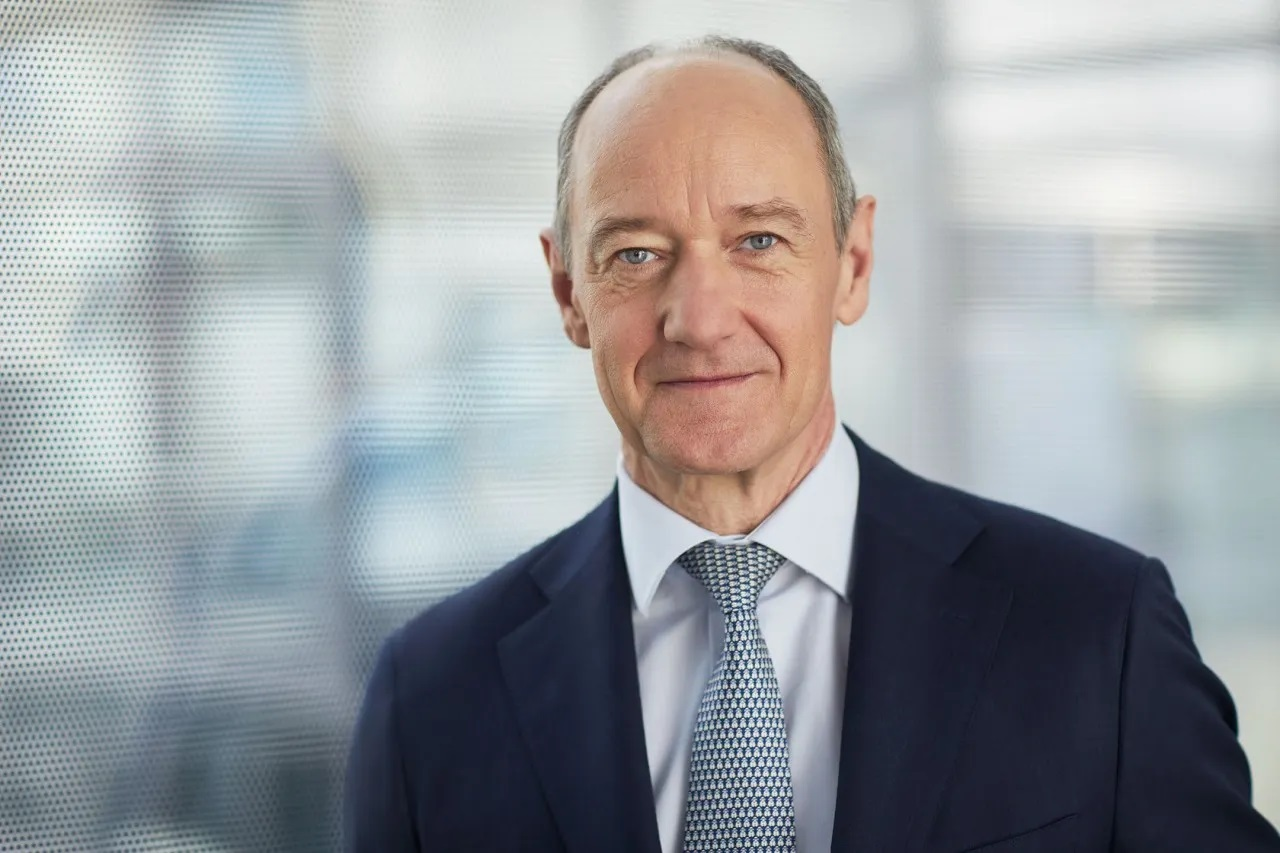
Roland Busch (2023)

Roland Busch (* 22. November 1964 in Erlangen) ist ein deutscher Physiker und Vorstandsvorsitzender der Siemens AG.

## Ausbildung
Busch studierte bis 1989 Physik an der Friedrich-Alexander-Universität Erlangen-Nürnberg und der Universität Grenoble. Im Juli 1993 promovierte er an der Friedrich-Alexander-Universität.

## Beruflicher Werdegang
Seine berufliche Karriere bei Siemens AG begann Busch 1994 als Projektleiter in der Zentralabteilung für Forschung und Entwicklung in Erlangen. Ein Jahr später wechselte er in den Bereich für Automobiltechnik und Strategische Planung nach Regensburg, wo er als Spezialist für Brennstoffzellen-Technologien und ab 1997 als Assistent des Bereichsvorstands arbeitete.
1998 war Busch im Prozess- und Informationsmanagement in der Leitung der Qualität und interner Beratung tätig.
2001 leitete er die Bereiche Strategie und Beratung und wurde 2002 Geschäftsgebietsleiter für Infotainment Solutions. Ab 2005 war Busch als Präsident und CEO der Siemens VDO Automotive Asia Pacific Co. Ltd. Ind. in Shanghai beschäftigt. 2007 wurde er Geschäftsgebietsleiter Mass Transit im Bereich Transportation Systems in Erlangen. Ein Jahr später übernahm Busch die Leitung des Bereichs Corporate Strategies in München.
Seit 2011 ist Busch Mitglied des Vorstandes der Siemens AG. Im Dezember 2016 wurde er Chief Technology Officer und im Oktober 2018 Chief Operating Officer.
Busch wurde im Oktober 2019 zum Stellvertreter des Vorstandsvorsitzenden Joe Kaeser ernannt, dem er zum 3. Februar 2021 nachgefolgt ist.
Roland Busch ist seit 2018 Mitglied des Aufsichtsrates der ESMT Berlin.
Seit 2019 ist er FAU-Alumnus Vorsitzender des Universitätsrats der Friedrich-Alexander-Universität Erlangen-Nürnberg.
Im August 2021 wurde Roland Busch zum Vorsitzenden des Asien-Pazifik-Ausschusses der Deutschen Wirtschaft gewählt.
Er ist außerdem Mitglied des Senates der Deutschen Akademie der Technikwissenschaften (acatech).

## Mitgliedschaften
Busch ist Mitglied in folgenden Aufsichtsräten und Gremien:
- Atos SE, Frankreich
- European School of Management and Technology GmbH, Berlin
- Universitätsrat der Friedrich-Alexander-Universität Erlangen-Nürnberg[11]
- Osram GmbH, München
- Osram Licht AG, München
- Hochschulrat der RWTH Aachen
- Verband der Elektro- und Digitalindustrie e. V. (ZVEI)
- Plattform Industrie 4.0
- Nordafrika Mittelost Initiative der Deutschen Wirtschaft[1]
- Deutschen Akademie der Technikwissenschaften (acatech)

## Auszeichnungen
- Busch erhielt am 5. Juli 2023 den Bayerischen Verdienstorden aus der Hand von Ministerpräsident Markus Söder.[12]

## Werke
- Dissipative Prozesse im Mischzustand von Hoch-Tc-Supraleitern. Dissertation, Erlangen-Nürnberg 1993.